# Heather Houston
Heather Houston, kanadyjska curlerka, mistrzyni świata z 1989.
Houston z zespołem Lakehead Curling Club w Thunder Bay wygrała mistrzostwa prowincji i wystąpiła na Scott Tournament of Hearts 1988. Drużyna ta została utworzona rok wcześniej. Reprezentantki Ontario z bilansem 7-4 musiały rozegrać mecze barażowe przeciwko Manitobie i Kolumbii Brytyjskiej. Houston w obydwu meczach okazała się lepsza, pokonała także w półfinale Saskatchewan (Michelle Schneider). W finale zmierzyła się z obrończynią tytułu mistrzowskiego Pat Sanders, przejmując ostatni end za jeden punkt wygrała mecz wynikiem 6:5.  Było to pierwsze w historii mistrzostwo w tej rywalizacji zdobyte przez zespół z Northern Ontario.
Podczas Mistrzostw Świata w Glasgow Kanadyjki awansowały do fazy play-off. W półfinale łatwo pokonały Szwedki (Anette Norberg) 10:4, ostatecznie zdobyły srebrne medale – w finale lepsze okazały się być Niemki (9:3; Andrea Schöpp).
W sezonie 1988/1989 ekipa Heather Houston miała zapewniony udział w Mistrzostwach Kanady 1989 jako Team Canada. Z takim samym bilansem wygranych i porażek jak rok wcześniej znów musiała rozegrać mecze tie-break, zwyciężyła tam nad Nową Szkocją (Colleen Jones) 8:6. W półfinale znów pokonała z Michelle Schneider. Zespół z Thunder Bay obronił tytuł mistrzyń kraju, mecz finłowy przeciwko Manitobie (Chris More) zakończył się wynikiem 11:5. Był to drugi raz, gdy drużynie udało się obronić tytuł mistrzowski, wcześniej w latach 1971-1973 dokonała tego Vera Pezer. Na Mistrzostwach Świata 1989 zespół Houston łatwo awansował do ostatniej fazy finałowej. W półfinale Kanadyjki zrewanżowały się Niemkom (Schöpp) za porażkę w finale w poprzednim roku. Rywalkami w finale okazały się Norweżki (Trine Trulsen) i to one wygrały spotkanie w Round Robin. W drugim spotkaniu lepsze wynikiem 8:5 lepsza okazała się reprezentacja Kanady i to ona zdobyła mistrzostwo świata.
Rok później na mistrzostwach Kanady ponownie jako Team Canada zespół Houston grał dobrze. Ostatecznie zawodniczki zajęły 3. miejsce po porażce 3:8 w półfinale przeciwko zespołowi z rodzinnego Ontario (Alison Goring). W 1991 zespół ze zmienioną zawodniczką na pozycji otwierającej wygrał rywalizację prowincjonalną w Ontario. Po raz kolejny Houston musiała rozgrywać mecze barażowe, tym razem przeciwko Sandrze Peterson. Po wyeliminowaniu 6:3 Saskatchewan sama przegrała półfinał z Nowym Brunszwikiem (Heidi Hanlon) 7:9 i znów zajęła 3. Lokatę.
W 1989 przyznano jej Velma Springstead Trophy - nagrodę dla najwybitniejszych kanadyjskich zawodniczek, nie ma innej curlerki, która może poszczycić się tą nagrodą. Dodatkowo w 1994 została włączona do Canadian Curling Hall of Fame i Northwestern Ontario Sports Hall of Fame. W 1996 wygrała pierwszy kobiecy turniej JVC TSN Women's Skin Game. 
Heather po raz ostatni na zawodach wysokiej rangi pojawiła się jako rezerwowa w zespole Kristy Scharf na Scotties Tournament of Hearts 2007. Houston nie wystąpiła w żadnym z meczów, Ontario uplasowało się na 6. miejscu.

## Drużyna
|           | Czwarta         | Trzecia       | Druga       | Otwierająca   |
| --------- | --------------- | ------------- | ----------- | ------------- |
| 1990/1991 | Heather Houston | Lorraine Lang | Diane Adams | Diane Pushkar |
| 1986/1990 | Heather Houston | Lorraine Lang | Diane Adams | Tracy Kennedy |